# Ruta Nacional 47 (Colombia)
La Ruta Nacional 47 fue una ruta troncal nacional que iniciaba en el municipio de Prado en el departamento del Tolima y tenía como punto final el Alto del Pozo en el departamento de Norte de Santander. La carretera estaba planeada para ser una troncal paralela a la Ruta 43 y la Ruta 55 atravesando las estribaciones de la zona occidental de la Cordillera Oriental. y permitiendo la comunicación de los municipios circundantes. 
En la Resolución 3700 de 1995 se establecieron 11 tramos, de los cuales 2 estaban sin determinar (Tramos 4708 y 4709). La Resolución 5471 de 1999 eliminó la Carretera Nacional y sus tramos quedaron como vías departamentales y parte de la Red Vial Secundaria y terciaria. Los Tramos 4702 y 4703 forman parte de las carreteras departamentales de Cundinamarca y actualmente se encuentra en concesión debido a que es una vía muy importante para el departamento y sirve como alterna a la Ruta 40 lo cual ha mejorado notoriamente la vía y ha desarrollado el turismo en la región, pero no es una alternativa económica ya que existen 4 peajes en 159 km, algo muy criticado por los pobladores y turistas. Partes de los Tramos 4701, 4704 y 4707 se encuentran incluidos en el Plan 2500 para la pavimentación, repavimentación y arreglo de la vía.

## Descripción de la Ruta
La ruta estaba dividida de la siguiente manera:

### Ruta eliminada o anterior[3]
| Código   | Tipo     | Recorrido                                                        | Situación Actual                                    |
| -------- | -------- | ---------------------------------------------------------------- | --------------------------------------------------- |
| 4701     | Tramo    | Prado - Melgar                                                   | - 4701 Carretera secundaria departamental           |
| 4702     | Tramo    | Girardot - Mosquera (Cruce Ruta 50)                              | - 4702 Carretera en concesión departamental         |
| 4703     | Tramo    | Mosquera - Cruce Ruta 45A (Chía)                                 | - 4703 Carretera en concesión departamental         |
| 4704     | Tramo    | Vado Real - Santa Helena                                         | - 4704 Carretera secundaria departamental           |
| 4705     | Tramo    | Santa Helena - El Carmen                                         | - 4705 Carretera secundaria departamental           |
| 4706     | Tramo    | El Carmen - Cruce Ruta 64 (San Vicente)                          | - 4706 Carretera secundaria departamental           |
| 4707     | Tramo    | La Ye - La Renta                                                 | - 4707 Carretera secundaria departamental           |
| 4708     | Tramo    | Sin definir                                                      | - Carretera No definida                             |
| 4709     | Tramo    | Sin definir                                                      | - Carretera No definida                             |
| 4710     | Tramo    | Malpaso - Carmen de Nazareth                                     | - 4710 Carretera secundaria departamental           |
| 4711     | Tramo    | Carmen de Nazareth - Alto del Pozo                               | - 4710 Carretera secundaria departamental           |
| 47CNA    | Paso     | Paso por La Mesa                                                 | - Calle 8 Vía Urbana de La Mesa                     |
| 47CNB    | Paso     | Paso por Tocaima                                                 | - Calle 5 Calle 6 Vía Urbana de Tocaima             |
| 47CNC    | Paso     | Paso por Chía                                                    | - Carrera 12 Calle 13 Av Padilla Vía Urbana de Chía |
| 47CND    | Paso     | Paso por Apulo                                                   | - Carrera 4 Vía Urbana de Apulo                     |
| 47CNE    | Paso     | Paso por Anapoima                                                | - Vía Urbana de Anapoima                            |
| 47CN01   | Ramal    | Tocaima - Viotá - El Triunfo                                     | - 40CN03 Carretera secundaria departamental         |
| 47ST01   | Ramal    | El Topón - Centenario - La Piragua                               | - 47ST01 Carretera secundaria departamental         |
| 47ST02   | Ramal    | El Topón - La Llana                                              | - 47ST02 Carretera secundaria departamental         |
| 47ST04   | Ramal    | Cruce Ruta 47 - El Tirano - Oiba                                 | - 47ST04 Carretera secundaria departamental         |
| 47TL01   | Ramal    | Cruce Ruta 47 - Valencia - Lozanía                               | - 47TL01 Carretera secundaria departamental         |
| 47TL02   | Ramal    | Cunday - San Luis de Vichía - Villarrica - La Colonia de Sumapaz | - 47TL02 Carretera secundaria departamental         |
| 47TL01-1 | Subramal | Subramal a San Pablo                                             | - Sin Nomenclatura Carretera terciaria municipal    |

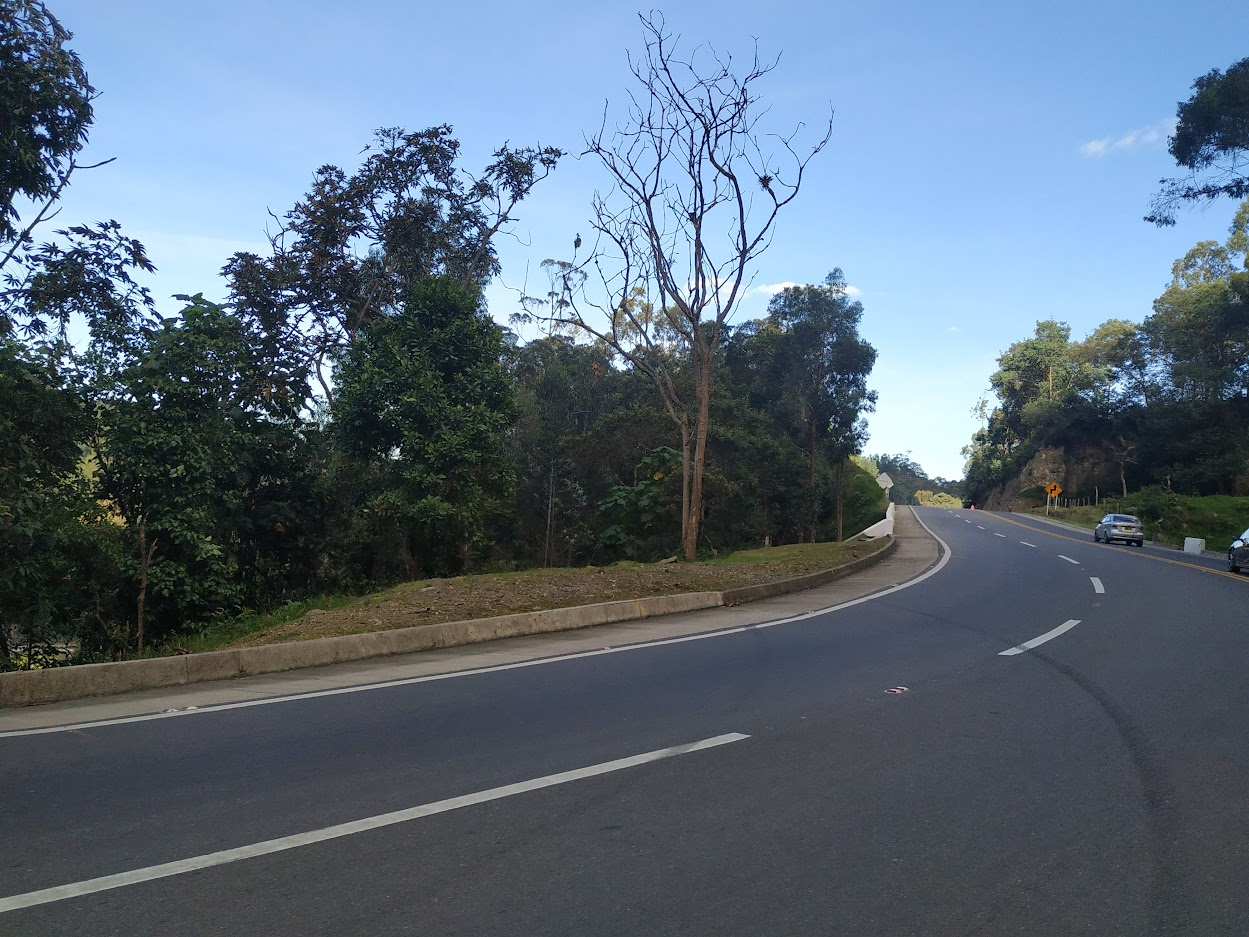
Antigua Ruta Nacional 47 (Colombia) Entre Mosquera y La Mesa (Cundinamarca) correspondiente al tramo 4702 que actualmente es una ruta departamental en concesión.

## Municipios
Las ciudades y municipios por los que recorre la ruta son los siguientes:
Convenciones:
- Fondo Azul : Recorrido actual.
- Fondo Gris : Recorrido anterior.
- Negrita: Cabecera municipal.
- Texto azul: Ríos.
- Texto verde: Parques nacionales.

| Tramo | Municipio              | Recorrido | Departamento       |
| ----- | ---------------------- | --- | ------------------ |
| 4701  | Prado                  | Prado; Río Prado. | Tolima             |
| 4701  | Purificación           | La Mata; Purificación (Acceso sobre Puente Río Magdalena); Área rural.                                                                                         | Tolima             |
| 4701  | Suárez                 | Área rural. | Tolima             |
| 4701  | Cunday                 | Cuchilla Boquerón; El revés (Acceso 47TL01 a Valencia y Lozanía); La Victoria; Cunday (Acceso 47TL03 a Icononzo);                                              | Tolima             |
| 4701  | Carmen de Apicalá      | Siberia; Carmen de Apicalá (Acceso 47TL08 a El Paso). | Tolima             |
| 4701  | Melgar                 | Colinas de Malanta, El Cruce (Acceso 449ML-20 a Chimbi); Melgar.                                                                                               | Tolima             |
| 4702  | Girardot               | Girardot; Paradero de Honduras. | Cundinamarca       |
| 4702  | Tocaima                | Pubenza; Alto de la Viga; Tocaima (Acceso a Agua de Dios); El Cruce (Acceso a Viotá).                                                                          | Cundinamarca       |
| 4702  | Apulo                  | Apulo; Río Apulo; La 30 (Acceso 47CN05 a El Igua). | Cundinamarca       |
| 4702  | Anapoima               | Anapoima (Acceso 47CN08 a San Joaquín y Acceso 47CN07 a El triunfo).                                                                                           | Cundinamarca       |
| 4702  | La Mesa                | El Cruce (Acceso a El Colegio); La Mesa. | Cundinamarca       |
| 4702  | Tena                   | La Gran Vïa (Acceso 47CN12-1 a Tena y acceso a La Esperanza); Los Alpes (Acceso 40CN03-2 a Tena); Patiobonito; El Cruce (Acceso a San Antonio del Tequendama). | Cundinamarca       |
| 4702  | Bojacá                 | San Antonio; El Descanso; San Calletano (Acceso 50CN29-2 a Bojacá); Mondoñedo (Acceso a Soacha).                                                               | Cundinamarca       |
| 4702  | Mosquera               | Desierto de Sabrinsky; Río Subachoque. | Cundinamarca       |
| 4702  | Madrid                 | Los Puentes. | Cundinamarca       |
| 4702  | Mosquera               | Novaterra; Mosquera (Cruce 5008A ). | Cundinamarca       |
| 4703  | Mosquera               | Mosquera. | Cundinamarca       |
| 4703  | Funza                  | Funza, La Tebaida. | Cundinamarca       |
| 4703  | Tenjo                  | Siberia (Cruce 5008 ). | Cundinamarca       |
| 4703  | Cota                   | Vizcaya; Cota (Acceso a Bogotá Vía Suba); Pueblo Viejo; La Moya.                                                                                               | Cundinamarca       |
| 4703  | Chía                   | Chía (Cruce 45A04 ). | Cundinamarca       |
| 4704  | Suaita                 | Vado Real (Cruce 45A06 ); Suaita; El Cruce (Acceso 47ST04 a San José de Suaita); Río Suárez.                                                                   | Santander          |
| 4704  | San Benito             | Cruce La Plancha (Acceso 47ST05 a San Benito y Güepsa) | Santander          |
| 4704  | Aguada                 | Aguada. | Santander          |
| 4704  | La Paz                 | La Paz; Mirabueno (Acceso 62ST03 a Gualilo); Campo Centro. | Santander          |
| 4704  | Santa Helena del Opón  | Cachipay; Quebrada Letigios. | Santander          |
| 4704  | El Guacamayo           | Santa Helena (Acceso 47ST04-1-1 a El Guacamayo); Quebrada Campo Hermoso.                                                                                       | Santander          |
| 4704  | Santa Helena del Opón  | Santuario; Pozo Azul: Santa Helena del Opón. | Santander          |
| 4705  | Santa Helena del Opón  | Santa Helena del Opón; San Luis; Sardinas Alta; San isidro; Palo de Cuches; Quebrada La Aguadepanela                                                           | Santander          |
| 4705  | Simacota               | La Aragua (Acceso 45ST03 a Troncal Magdalena Medio); Quebrada La Aguadepanela.                                                                                 | Santander          |
| 4705  | Santa Helena del Opón  | San Juan Bosco de la Verde; Quebrada La Aguadepanela; | Santander          |
| 4705  | El Carmen de Chucurí   | Cabeceras de Rio Sucio; Islanda; Centenario; San Zibar; Río Cascajales; El Topón; El Carmen de Chucurí.                                                        | Santander          |
| 4706  | El Carmen de Chucurí   | El Carmen de Chucurí; El 40; El Toboso. | Santander          |
| 4706  | San Vicente de Chucurí | Pertrecho; Santa Rosa; Cruce Ruta 64 (Cruce 6401 con acceso a San Vicente de Chucurí).                                                                         | Santander          |
| 4707  | San Vicente de Chucurí | La Ye (Inicio ruta en Cruce 6401 ); Santa Inés; La Esperanza.                                                                                                  | Santander          |
| 4707  | Zapatoca               | El Tablazo; Presa Río Sogamoso. | Santander          |
| 4707  | Girón                  | Presa Río Sogamoso | Santander          |
| 4707  | Lebrija                | La Renta (Cruce 6602 ). | Santander          |
| 4710  | Cáchira                | Malpaso (Cruce 45A08 ); La Vega; Los Mangos (Acceso 63NT02 a La Carrera); El Llano; Cáchira; El Livano; Ensillada de Guerrero.                                 | Norte de Santander |
| 4710  | Villa Caro             | Páramo de Guerrero. | Norte de Santander |
| 4710  | Salazar de Las Palmas  | Páramo de Guerrero; Cuchilla de Sabanitas; San Francisco; La Gloria; Alto Chiquito; El Carmen de Nazareth.                                                     | Norte de Santander |
| 4711  | Salazar de Las Palmas  | El Carmen de Nazareth (Desde Alto Chiquito). | Norte de Santander |
| 4711  | Villa Caro             | La Garita; Villa Caro; El Roble; El Molino; Baticola; El Ramo; La Palma; Agua Blanca; Alto del Pozo (Cruce 7008 ).                                             | Norte de Santander |

## Concesiones y proyectos
Si bien la Ruta Nacional fue eliminada, hay tramos existentes que se encuentran como parte de proyecto de INVIAS o en concesión, entre ellos son:

### Concesiones y proyectos actuales
| Código | Sector                              | Tipo                    | Cód. proyecto | Nombre Proyecto            | Concesionaria                                                      | Unidad Funcional | Etapa        | PR Inicial | PR Final | Longitud km. |
| ------ | ----------------------------------- | ----------------------- | ------------- | -------------------------- | ------------------------------------------------------------------ | ---------------- | ------------ | ---------- | -------- | ------------ |
| 4702   | Girardot - Mosquera (Cruce Ruta 50) | Concesión Departamental | NA            | Chía - Mosquera - Girardot | Consorcio Concesionaria del Desarrollo Vial de la Sabana - DEVISAB | NA               | Operación    | NA         | NA       | NA           |
| 4703   | Mosquera - Cruce Ruta 45A (Chía)    | Concesión Departamental | NA            | Chía - Mosquera - Girardot | Consorcio Concesionaria del Desarrollo Vial de la Sabana - DEVISAB | NA               | Operación    | NA         | NA       | NA           |
| 4702   | Mosquera - Anapoima                 | Proyecto INVIAS         | VE054         | Mosquera - Anapoima        | CONSORCIO CONEXION DEL TEQUENDAMA                                  | NA               | Construcción | NA         | NA       | 30,00        |

Referencias
1. ↑  http://www.devisab.com/nosotros.html Archivado el 12 de julio de 2012 en Wayback Machine. CONCESIONARIA DEL DESARROLLO VIAL DE LA SABANA - DEVISAB
2. ↑  http://www.dnp.gov.co/Portals/0/archivos/documentos/Subdireccion/Conpes/3311.pdf Documento CONPES 3311
3. ↑  «Sistema Integral Nacional de Información de Carreteras». sinc.mintransporte.gov.co. Consultado el 8 de julio de 2020.

- Datos: Q6114157